# Населённые пункты Гуама
Территория Гуама разделена на девятнадцать муниципалитетов, называемых также «деревнями». Каждой деревней управляет избранный мэр. Численность населения в муниципалитетах колеблется от менее чем 1 тыс. до более 40 тыс. человек. По данным переписи 2010 года, общая численность населения Гуама составляла 159 358 человек. Весь остров считается эквивалентом одного округа Бюро переписи населения США для статистических целей.

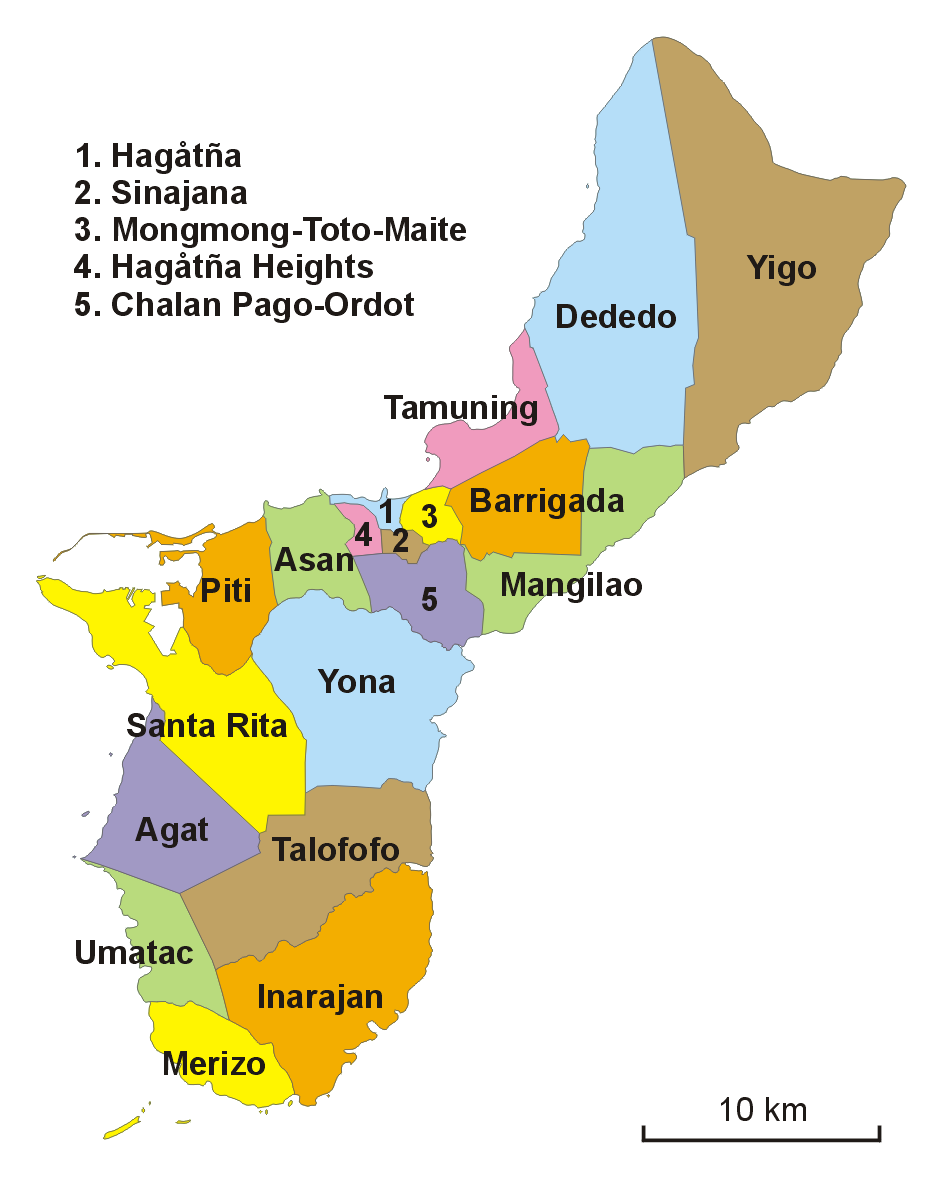
Административное деление Гуама

## История
Многие деревни Гуама имеют богатую историю, насчитывающую тысячи лет. Артефакты из древних поселений чаморро можно найти практически в каждой деревне Гуама. Когда Испанская империя колонизировала Марианские острова как часть Испанской Ост-Индии в XVI—XVII веках, остров был разделен на отдельные районы, причём каждый район состоял из прихода с центром деревни, управляемым алькальдом, назначенным губернатором острова.
В XVIII веке на Гуаме было шесть приходов: Хагатна, Хагат (ныне Агат), Хуматак (ныне Уматак), Малессо (ныне Меризо), Иналаджан (ныне Инараджан) и Паго (ныне Чалан-Паго-Ордот).
До испанской колонизации народ чаморро регулярно проводили деревенские праздники. После принятия христианства эти празднования стали праздниками в честь покровителей каждой деревни. Ежегодные деревенские праздники по-прежнему проводятся на острове каждый год.
Современное разделение Гуама на муниципалитеты произошло в 1920-х годах под управлением ВМС США.

## Список муниципалитетов
| №  | Муниципалитет        | Регион      | Площадь, км² | Население, чел. (2010) | Плотность, чел./км² |
| -- | -------------------- | ----------- | ------------ | ---------------------- | ------------------- |
| 1  | Аганья-Хейтс         | Центральный | 2,68         | 3808                   | 1420,90             |
| 2  | Агат                 | Южный       | 27,19        | 4917                   | 180,84              |
| 3  | Асан                 | Центральный | 14,35        | 2137                   | 148,92              |
| 4  | Барригада            | Центральный | 21,96        | 8875                   | 404,14              |
| 5  | Чалан-Паго-Ордот     | Центральный | 14,73        | 6822                   | 463,14              |
| 6  | Дедедо               | Северный    | 79,16        | 44 943                 | 567,75              |
| 7  | Хагатна              | Центральный | 2,33         | 1051                   | 451,07              |
| 8  | Инараджан            | Южный       | 48,82        | 2273                   | 46,56               |
| 9  | Манджилао            | Центральный | 26,45        | 15 191                 | 574,33              |
| 10 | Меризо               | Южный       | 16,39        | 1850                   | 112,87              |
| 11 | Монгомонг-Тото-Майте | Центральный | 4,79         | 6825                   | 1424,84             |
| 12 | Пити                 | Центральный | 19,26        | 1454                   | 75,49               |
| 13 | Санта-Рита           | Южный       | 41,89        | 6084                   | 145,24              |
| 14 | Синаяна              | Центральный | 2,20         | 2592                   | 1178,18             |
| 15 | Талофофо             | Южный       | 45,81        | 3050                   | 66,58               |
| 16 | Тамунинг             | Северный    | 14,66        | 19 685                 | 1342,77             |
| 17 | Уматак               | Южный       | 16,63        | 782                    | 47,02               |
| 18 | Йиго                 | Северный    | 91,71        | 20 539                 | 223,96              |
| 19 | Дзонья               | Южный       | 52,53        | 6480                   | 123,36              |
|    | Всего                |             | 543,52       | 159 358                | 293,20              |